# Фізичне насильство
Фізичне насильство — навмисне чи ненавмисне, тобто у  несвідомому стані вчинене, завдавання будь-якої фізичної шкоди іншій людині що безпосередньо завдають шкоди здоров'ю і благополуччю, персони якая страждає від цього насильства, скоєні з метою підпорядкування через біль і або з метою отримання садистичного задоволення, що призводять після постраждалого, до фізичних і психологічних травм; а опосередковано постраждалих осіб, які бачили і буди поінформовани про це насильство, як під час так і після самого акта, до вторинного стресу і згодом до вторинного травматичного стресового розладу.  Навіть одиничний випадок побоїв вже є насильством. Ознаки фізичного насильства: побої, стусани, ляпаси, якщо їх завдають людині навмисно (незалежно від мети чи рівня алкогольного/наркотичного сп'яніння кривдника).
У зв'язку з тим, що визначення фізичного насильства різняться через культурні норми як серед фахівців так і серед громадської думки, немає єдиного, чітко сформульованого визначення того, що є фізичним насильством.

## Фізичне насильство над собою

### Насильство, спрямоване проти власного життя та здоров'я
Основні статті: Самогубство та Самоушкодження
Всесвітня організація охорони здоров'я визначає самогубства як акт навмисного вбивства самого себе. ВООЗ також визначає самоушкодження як «пряме та навмисне знищення чи деформація частин тіла без свідомого суїцидального наміру.». Обидва ці способи є насильницькими діями персони щодо себе.